# Xã Turin, Michigan
Xã Turin (tiếng Anh: Turin Township) là một xã thuộc quận Marquette, tiểu bang Michigan, Hoa Kỳ. Năm 2010, dân số của xã này là 153 người.